# Tirent-Pontéjac
Tirent-Pontéjac è un comune francese di 89 abitanti situato nel dipartimento del Gers nella regione dell'Occitania.

## Società

### Evoluzione demografica
Abitanti censiti